# Franz Springer
Franz Springer (Schwendi, 22 december 1881 – Stuttgart, 23 juni 1950) was een Duits componist en dirigent.

## Levensloop
Springer ging op der kloosterschool van de Benedictijnen in Praag, waar hij onder andere ook een goede opleiding in muziek kreeg. Voor de Eerste Wereldoorlog leefde hij in Zwitserland en speelde in verschillende harmonieorkesten mee. Later vertrok hij weer naar Stuttgart. Na de Tweede Wereldoorlog was hij dirigent van de Musikverein Uhlbach. 
Als componist werkte hij voor harmonieorkesten en zijn werken waren in Duitsland, Oostenrijk en Zwitserland erg populair.

## Composities

### Werken voor harmonieorkest
- 1929 Elektra Ouvertüre
- 1929 Frühlings-Fantasie
- 1933/1934 Medea Ouvertüre
- 1935 Kleine Konzert-Ouvertüre
- Alte Soldaten, mars
- Danuvius
- Ein Mann - Ein Wort, mars
- Erinnerung an Luzern, mars
- Gewagt, gewonnen, mars
- Maskenzug
- Ouvertüre fantastique - Fantastische Ouvertüre
- Rautendelein Ouvertüre
- Schwarzwaldsagen, concertwals
- St. Hubertus Jagdouvertüre
- Südliche Impressionen, ouverture

### Werken voor koren
- O Schwabenland, mein Heimatland, wals voor gemengd koor en orkest

## Publicaties
- Franz Springer: Kompositionen für Blasmusik in: SMZ 1931, Nr. 13, S. 1
- Franz Springer: Musikalische Schundliteratur, in: SMZ 1928, Nr. 2, S. 2
- Manfred Seifert: Blaskapellen in der NS-Zeit. Annaherungen an den musikalischen Alltag im oberen bayerischen Inntal, in: Jahrbuch für Volksliedforschung, 39. Jahrg., 1994 (1994), pp. 41-62

- Gemeinsame Normdatei: 13452747X
- Virtual International Authority File: 101043748
- WorldCat: E39PBJtcJjBjRt6MmmwmF6w6Kd